# William Lawrence (Pianist)
William Lawrence (* 1895 in Charleston/South Carolina; † 17. März 1981 in New York City) war ein afroamerikanischer Pianist, Sänger und Musikpädagoge.
Lawrence studierte Orgel und Klavier am Avery College (Anfang der 1900er Jahre), später am New England Conservatory of Music (1913–16) und in Paris (1926–31). Er trat als Klavierbegleiter von Sängern wie Roland Hayes, Marian Anderson und Dorothy Maynor, aber auch als Klaviersolist und Sänger in den USA und Europa auf.
Um Musiker in Arbeit zu bringen, gründete er Anfang der 1930er Jahre mit Alfred Ross die Symphonietta, ein Orchester, das zahlreiche Auftritte in New York hatte. Lawrence komponierte auch; bekannt wurde durch Marian Anderson sein Arrangement des Spirituals Let Us Break Bread Together. Außerdem unterrichtete er Klavier und Gesang, eine seiner Schülerinnen war die blinde Sängerin Sadie Knight.